# Curvilineo

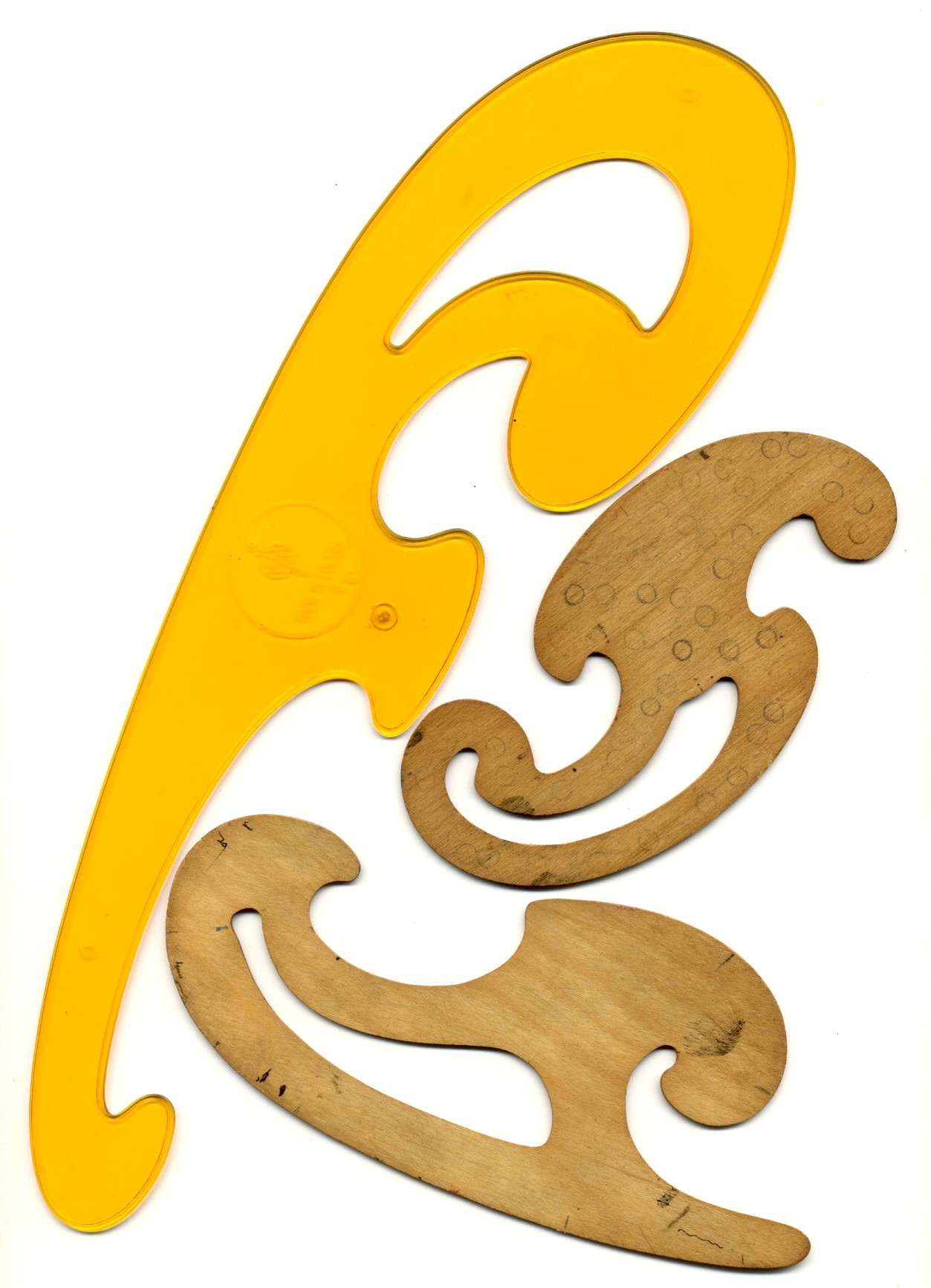
Alcuni tipi di curvilinei

Il curvilineo è una squadretta in plastica, legno o metallo utilizzata nel disegno manuale per tracciare curve di raggio variabile di vario tipo.
I modelli di curvilinee vennero sviluppati in maniera decisiva dal matematico tedesco Ludwig Burmester (1840-1927).  Nella sua funzione è stato ormai in buona parte sostituito dai programmi CAD per computer, ma trova ancora utilizzo negli istituti scolastici.
Nell'immagine a destra, il primo modello, quello in plastica trasparente, viene utilizzato soprattutto per aiutare il disegnatore nel disegnare parabole; il secondo prevalentemente per le ellissi: il terzo, quello in basso, per le iperboli
Un altro metodo per tracciare curvature speciali è quello di utilizzare un listello elastico che viene tenuto in posizione sul disegno da opportuni pesi. Questo metodo veniva utilizzato particolarmente nel disegno navale per la tracciatura delle linee avviate delle carene. 

Un altro metodo ancora è quello di utilizzare una verga deformabile che viene sagomata secondo necessità; queste verghe però dopo essere state utilizzate più volte rimangono più o meno ondulate, risultando così inutilizzabili.